# Habelia
Genre
Habelia est un genre éteint de petits arthropodes marins primitifs découverts uniquement dans les schistes de Burgess en Colombie-Britannique (Canada). Il est daté du Cambrien moyen, soit il y a environ 505 Ma (millions d'années).

## Description
Cet animal long de 4 centimètres présente la même morphologie que Molaria mais sa carapace est couverte de tubercules et le tronc se compose de 12 segments dépourvus de telson cylindrique.
La longue pointe caudale, ornées de barbes et de stries, n’était pas segmentée et avait une seule articulation située à peu près aux deux tiers de sa longueur en allant vers l’arrière. Sur la tête se fixait une paire d’antennes et seulement deux paires d’appendices ventraux à la suite. Les 6 premiers segments du tronc portaient des appendices biramés, les six derniers possédaient probablement que des rameaux branchiaux.

## Référence
- (en) Walcott, 1912 : « Cambrian geology and paleontology II, n. 6, Middle Cambrian Branchiopoda, Malacostraca, Trilobita, and Merostomata », Smithsonian Miscellaneous Collections, vol. 57, n. 2051, p. 145-228.